# (37733) 1996 UD1
1996 UD1 (asteroide 37733) é um asteroide da cintura principal. Possui uma excentricidade de 0.16885120 e uma inclinação de 5.09398º.
Este asteroide foi descoberto no dia 16 de outubro de 1996 por Stephen P. Laurie em Church Stretton.